# Социальная география
Социа́льная геогра́фия — общественная географическая наука, изучающая закономерности территориальной организации, социальной инфраструктуры в связи со способом производства и особенностями географической среды (бытовое, просветительное, медицинское обслуживание населения, народное образование и т. д.).
Главная цель социальной географии — это определение темпов, интенсивности и других параметров, особенностей развития процессов социализации человека, общественных и других групп, общества в конкретных пространственно-временных координатах как системообразующих процессов при формировании и развитии территориальных общественных систем различного иерархического уровня, создания адекватных таким процессам инструментов, методов и теории этой области знаний как конструктивной самостоятельной географической науки, внесёт свой вклад в будущее развитие мира. Исследование указанных процессов в региональных общественных системах с целью оптимизации их развития составляет главную цель региональной социальной географии.